# Dennis Braunsdorf
Dr. Dennis Braunsdorf is een Duits-Nederlandse componist en onderzoeker in mediamuziek en muziektechnologie.

## Leven
Geboren in Heerlen en opgegroeid in Aken, ontving Braunsdorf in 2008 zijn Abitur aan het Couven-Gymnasium. In 2009 werd hij toegelaten voor de studie compositie en muziekproductie aan de Hogeschool voor de Kunsten Utrecht.
Hij ontving 2013 een Bachelor of Music with honours. In hetzelfde jaar was Braunsdorf ook student aan de Open University of England waar hij een Master of Arts kreeg. 2015 ontving Braunsdorf een Master of Music aan de University of the Arts in Utrecht.
Sinds 2021 is Braunsdorf gepromoveerd aan de Bournemouth University in Engeland.
Al tijdens zijn studie werkte Braunsdorf onder andere als muziek producer bij Hans van Hemert. In 2012 was hij als componist actief bij Massive Music in Shanghai en assisteerde filmcomponist Jessica de Rooij bij Duitse tv-series in Berlijn.
In 2013 maakte Braunsdorf deel uit van een muziekproject bestaand uit 16 componisten, begeleid door Bob Zimmerman en Loek Dikker.
Het doel van het project was het componeren van nieuwe muziek voor de stille film L’inhumaine. De muziek werd live door het Metropole Orkest in Amsterdam en Rotterdam gespeeld.
Sinds 2016 componeert Braunsdorf voor het bedrijf ‘The Solos B.V.’ trailermuziek voornamelijk voor grote Hollywood-filmproducties.
Samen met Paul Deetman werd Braunsdorf in 2018 voor de Buma Award voor de Alien Convenant campagne genomineerd.
Dr. Braunsdorf richtte het spraaktechnologische bedrijf ‘Prolody B.V.” op.
In oktober 2017 bracht Prolody in samenwerking met de Nederlandse DJ Sick Individuals een audio-plug-in voor het digitaal bewerken van muzikale klanken uit. In 2018 bracht Prolody hun tweede audio-plug-in voor het genereren van digitale muziekklanken op de markt. Dit keer in samenwerking met Spinnin’ Records, het grootste elektronische muziek label ter wereld.
Sinds december 2018 is hij bestuurslid van de Nederlandse beroepsvereniging componisten multimedia (BCMM) en sinds juni 2020 is Braunsdorf bestuurslid van Buma Cultuur.
Braunsdorf woont in Amsterdam.

## Prijzen
- 2007: 3e prijs ‘Jugend Komponiert’
- 2008: Winnaar Com.Mit Award van RTL
- 2014: Winnaar Buma Music in Motion Award in Amsterdam
- 2015: Winnaar Start-up competitie Media Park met Prolody B.V.

## Filmografie (selectie)
- 2011: Isis
- 2011: Milkhare
- 2012: Comando Maria
- 2012: Yim & Yoyo
- 2013: Jack
- 2013: Rood
- 2013: L’inhumaine
- 2014: Between you and me
- 2015: Over There
- 2015: Dos Santos
- 2016: Onderbeds
- 2017: Janice Holmes